# Presidente Altino
Pour les articles homonymes, voir Altino (homonymie).
Presidente Altino  est un quartier de la ville brésilienne d’Osasco, dans l’État de São Paulo.
Il a été nommé d’après Altino Arantes, président de l’État de São Paulo de 1916 à 1920.